# Pasucen (Trangkil)
Pasucen is een bestuurslaag in het regentschap Pati van de provincie Midden-Java, Indonesië. Pasucen telt 7837 inwoners (volkstelling 2010).